# Denise Duval
Denise Duval (Parigi, 23 ottobre 1921 – Bex, 25 gennaio 2016) è stata un soprano francese, grande interprete dell'opera di Francis Poulenc.

## Biografia
Nata a Parigi nel 1921, crebbe in Indocina e studiò al Collège de Libourne e poi al Conservatoire de Bordeaux, dove fu notata da Gaston Poulet, con cui perfezionò gli studi canori. Fece il suo debutto come Santuzza in Cavalleria rusticana al Grand Théâtre de Bordeaux. Qui cantò anche come Marguerite in Faust, Mimi ne La bohème e Cio-Cio-San in Madama Butterfly.
Fu poi scritturata dalle Folies Bergère e il 5 marzo 1947 esordì all'Opéra-Comique come Cio-Cio-San. Il suo repertorio all'Opéra-Comique includveva i ruoli di Giulietta ne I racconti di Hoffmann, Concepción ne L'heure espagnole, Tosca, Musetta ne La bohème, Manon e Mélisande in Pelléas et Mélisande. Nello stesso anno esordì all'Opéra de Paris come Hérodiade, tornandovi poi come Thaïs, Rosenn ne Le Roi d'Ys e altri ruoli.
Durante una prova per la Butterfly fu notata da Poulenc, che la volle nel suo Les Mamelles de Tirésias (1947). Nel 1957 fu Blanche nella prima francese de I dialoghi delle Carmelitane all'Opéra. Nel 1959 cantò nella prima assoluta de La voce umana, titolo con cui fece il suo debutto al Gran Teatre del Liceu e al Teatro alla Scala nello stesso anno; tornò al Pierrmarini nel 1961 con Per un Don Chisciotte e nel 1963 con Tirésias. Nel 1960 fu Madame Fabien nella prima francese di Volo di notte. Sempre nel 1960 esordì all'Edinburgh International Festival e al Teatro Colón ne La voce umana, tornando poi al teatro argentino per cantare ne L'Heure espagnole nel 1964 e ne I dialoghi delle Carmelitane nel 1965. Nel 1961 fu Thaïs alla Dallas Opera, diretta da Nicola Rescigno e per la regia di Franco Zeffirelli. Nel 1962 cantò come Mélisande al Glyndebourne Festival Opera e al Gran Teatro La Fenice, sostenendo nuovamente la parte l'anno dopo a Barcellona e, nuovamente, a Glyndebourne.
Diede il suo addio alle scene nel 1965 e si ritirò in Svizzera, dove morì nel 2016 all'età di 94 anni.